# Kyle Boller
Kyle Bryan Boller (født 17. juni 1981 i Burbank, Californien, USA) er en tidligere amerikansk footballspiller, der spillede i NFL som quarterback for Oakland Raiders, Baltimore Ravens og St. Louis Rams.
Boller er 191 centimeter høj og vejer 100 kilo.

## Klubber
- 2003-2008: Baltimore Ravens
- 2009: St. Louis Rams
- 2010-2011: Oakland Raiders